# Кем Мелфрой
Кем Мелфрой (англ. Cam Malfroy; 21 січня 1909 — 8 травня 1966) — колишній новозеландський тенісист.
Найвищим досягненням на турнірах Великого шолома було 4 коло в одиночному розряді.

## Тенісна кар'єра

### Часовий графік результатів
| W | Ф | ПФ | ЧФ | #Р | КТ | К# | DNQ | A | NH |

| Турнір                                 | 1927 | 1928 | 1929 | 1930 | 1931 | 1932 | 1933 | 1934 | 1935 | 1936 | 1937 | 1938 | 1939 | 1946 | 1947 |
| -------------------------------------- | ---- | ---- | ---- | ---- | ---- | ---- | ---- | ---- | ---- | ---- | ---- | ---- | ---- | ---- | ---- |
| Відкритий чемпіонат Австралії з тенісу |      |      |      |      |      |      |      | 2р   |      |      |      |      |      |      |      |
| Відкритий чемпіонат Франції з тенісу   |      |      |      |      |      |      |      | 2р   |      |      |      |      |      |      |      |
| Вімблдонський турнір                   |      |      |      | 2р   | 4р   | 2р   |      | 3р   | 2р   | 4р   |      | 2р   | 3р   |      | 1р   |
| Відкритий чемпіонат США з тенісу       |      |      |      |      |      |      |      |      |      |      |      |      |      |      |      |
| Великий Шлем В-П                       | 0–0  | 0–0  | 0–0  | 1–1  | 3–1  | 1–1  | 0–0  | 4–3  | 1–1  | 3–1  | 0–0  | 1–1  | 2–1  | 0–0  | 0–1  |